# Melanargia typhla
Melanargia typhla är en fjärilsart som beskrevs av Karl Schawerda 1921. Melanargia typhla ingår i släktet Melanargia och familjen praktfjärilar. Inga underarter finns listade i Catalogue of Life.